# Фиат 500L
„Фиат 500L“ (Fiat 500L) е модел мини MPV автомобили (сегмент M) на италианската компания „Фиат“, произвеждан от 2012 година в Крагуевац, Сърбия.
Макар да използва елементи от дизайна на миниавтомобила „Фиат 500“, моделът е значително по-голям, базиран на една и съща платформа със средния автомобил „Фиат Типо“ и заменя по-конвенционално изглеждащия „Фиат Идеа“.